# Andrea Allio starší
Andrea Allio starší (také: Aglio, Alio, D'Allio) (* ? – † po 1652) působil v 17. století ve Vídni jako barokní stavitel.

## Životopis
Pocházel z velmi rozvětvené rodiny stavitelů a zednických mistrů, kameníků, sochařů nebo štukatérů, z prostředí Komského jezera, ze Scaria ve Val d'Intelvi. Přesné údaje o jeho životě nejsou známy. Jako ženatý muž ve dvacátých letech 17. století přišel do Vídně a tam byl v roce 1630 zaregistrován jako „cechovní zednický mistr". V roce 1644 pracoval společně s 22 pracovníky. Poslední listinný důkaz pochází z roku 1652.

## Dílo
Dne 2. března 1643 opat (1642–1648) skotského kláštera Anton Spindler von Hoffegg oslovil Allia a jeho příbuzného Andrea Allio mladšího († 1645), vedením stavby, zahájené části novostavby 1638, na místě již chatrných a částečně zřícených staveb po zbourání gotického benediktinského klášterního kostela ve Freyungu. Vystavěli příčnou a hlavní loď do stejné výšky, takže vznikla křížová budova. S ohledem na románské zdi vytvořili valenou klenbu baziliky v italském raném baroku. Plány vypracovali architekti Antonio Carlone a Marco Spazzio. Allio přestavěl hrobku a předělal západní průčelí, kde přistavěl dvě věže. Jako dalším vídeňským stavitelem byl Silvestro Carlone (1610–1671). Veškeré kamenické práce prováděl dvorní kamenický mistr Peter Concorz (1605–1658), který kamenické výrobky zhotovil v císařském kamenolomu v Leithaberg (Litavské hory). V roce 1648 byl kostel vysvěcený.